# (32204) 2000 OL5
2000 OL5 (asteroide 32204) é um asteroide da cintura principal. Possui uma excentricidade de 0.08455740 e uma inclinação de 7.28540º.
Este asteroide foi descoberto no dia 24 de julho de 2000 por LINEAR em Socorro.